# کریستی موری
کریستی موری (انگلیسی: Christie Murray؛ زادهٔ ۳ مهٔ ۱۹۹۰) بازیکن فوتبال اهل بریتانیا است.
از باشگاه‌هایی که در آن بازی کرده‌است می‌توان به تیم فوتبال زنان آرسنال اشاره کرد.
وی همچنین در تیم‌های ملی فوتبال Scotland women's national under-17 football team, Scotland women's national under-19 football team، و زنان اسکاتلند بازی کرده‌است.